# Agenzia aerospaziale bulgara
L'Agenzia Aerospaziale Bulgara (AAB), oggi conosciuta anche come Istituto di Ricerca Spaziale e Tecnologica o IRST (bulgaro: Институт за Космически изследвания, ИКИ), fu fondata nel 1969 ed è tra le più vecchie agenzie spaziali.
È tra le principali sezioni nell'Accademia bulgara delle scienze. Il campo di attività della AAB-IRST spazia tra gli studi fondamentali di fisica spaziale, astrofisica, trattamento di immagini, telerilevamento, scienze della vita, equipaggiamento scientifico, preparazione e realizzazione di esperimenti nella regione di spazio studiata ed impiego di veicoli spaziali automatici e non, studio dei sistemi di controllo, veicoli spaziali ed aerei e loro equipaggiamenti, attività di creazione di materiali e tecnologie cosmiche e loro uso, addestramento di studenti specializzandi e laureandi.

## Storia
L'ente venne fondato nel 1969 come Gruppo di Ricerca sulla Fisica Spaziale, sezione speciale all'interno dell'Accademia bulgara delle scienze. Nel 1972 la prima apparecchiatura spaziale, il P-1, fu lanciata nello spazio. Gli scienziati bulgari hanno partecipato a diversi programmi sovietici, guadagnando molta esperienza nella progettazione di apparecchiature per i satelliti Intercosmos.
Su iniziativa ministeriale, nel 1975 l'ente divenne il Laboratorio Centrale per la Ricerca Spaziale. Nel 1979 la Bulgaria divenne la sesta nazione a mandare un uomo nello spazio, il pilota militare Georgi Ivanov, seguito nel 1988 da Alexandar Alexandrov.
Nel 1987 assunse la denominazione di Agenzia Aerospaziale Bulgara. Nel 2010, nell'ambito di una generale riforma delle accademie scientifiche bulgare, è stato fuso con il Laboratorio di studi sulle Influenze Solari-Terrestri, creato nel 1990 e dotato di un distaccamento a Stara Zagora. La nuova istituzione è stata rinominata Istituto di Ricerca Spaziale e Tecnologica (IRST), benché mantenga la denominazione tradizionale anche sul proprio sito ufficiale.

## Attività
Per il momento l'agenzia opera principalmente in cooperazione con le agenzie spaziali di varie nazioni sviluppatrici, provvedendo ai componenti ad alta tecnologia ed all'abilità tecnica. L'Agenzia Spaziale Bulgara in questo momento sta lavorando coll'Agenzia spaziale indiana al satellite Chandrayaan-1.